# Alberto Muro
Alberto Muro (Buenos Aires, 27 aprile 1927 – La Colle-sur-Loup, 21 gennaio 1997) è stato un allenatore di calcio e calciatore argentino, di ruolo attaccante.
Durante la sua militanza in Division 1 con le maglie di Sochaux, Nizza e FC Nancy realizzò 128 reti in 269 partite disputate nella massima serie francese.

## Palmarès
- Campionato uruguaiano: 1

Nacional: 1950
- Campionato francese: 1

Nizza: 1958-1959